# População estelar

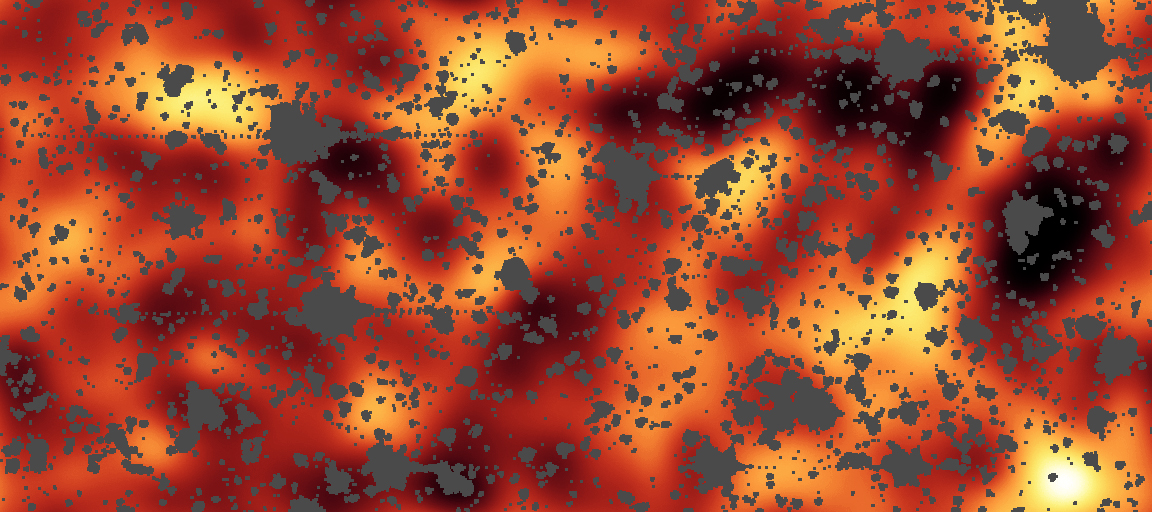
Possível brilho das estrelas da População III fotografadas pelo Telescópio Espacial Spitzer da NASA

População estelar foi como, em 1944, Walter Baade categorizou grupos de estrelas dentro da Via Láctea. No resumo do artigo de Baade, ele reconhece que Jan Oort originalmente concebeu esse tipo de classificação em 1926: "[...] Os dois tipos de populações estelares haviam sido reconhecidos entre as estrelas de nossa própria galáxia por Oort desde o início de 1926 ". Duas divisões principais foram definidas como População I e População II, com outra divisão mais nova chamada População III adicionada em 1978, que muitas vezes é simplesmente abreviada como Pop I, II ou III. Até 2020, os astrônomos não encontraram nenhuma evidência das estrelas da População III de primeira geração no intervalo de tempo cósmico de cerca de 500 milhões a 1 bilhão de anos após o Big Bang. Entretanto, o Telescópio Espacial James Webb pode ter vislumbrado uma estrela da População III em 2023.
Por definição, cada grupo populacional mostra a tendência em que a diminuição do conteúdo de metal indica o aumento da idade das estrelas. Portanto, as primeiras estrelas do universo (conteúdo de metal muito baixo) foram consideradas População III, estrelas antigas (baixa metalicidade) como População II e estrelas recentes (alta metalicidade) como População I. Nosso sol é considerado população I, uma estrela recente com uma metalicidade de 1,4% relativamente alta. 

## Desenvolvimento estelar
A observação de espectros estelares revelou que estrelas mais antigas que o Sol têm menos elementos pesados em comparação com o Sol. Isso sugere imediatamente que a metalicidade evoluiu através das gerações de estrelas pelo processo de evolução estelar.

### Formação das primeiras estrelas
Sob os atuais modelos cosmológicos, toda a matéria criada no Big Bang era principalmente hidrogênio (75%) e hélio (25%), com apenas uma fração muito pequena consistindo de outros elementos leves. por exemplo. lítio e berílio. Quando o universo esfriou o suficiente, as primeiras estrelas nasceram como estrelas da População III sem metais pesados contaminantes. Postula-se que isso afetou sua estrutura, de modo que suas massas estelares se tornaram centenas de vezes mais que a do Sol. Por sua vez, essas estrelas massivas também evoluíram muito rapidamente, e seus processos nucleossintéticos criaram os 26 primeiros elementos (até o ferro na tabela periódica).

### Formação das estrelas observáveis
As estrelas mais antigas observadas, conhecidas como População II, possuem metalidades muito baixas; À medida que nasceram gerações subsequentes de estrelas, elas enriqueceram mais com o metal, pois as nuvens gasosas das quais se formaram receberam a poeira rica em metal fabricada pelas gerações anteriores. Quando essas estrelas morreram, elas retornaram material enriquecido com metal ao meio interestelar através de nebulosas e supernovas planetárias, enriquecendo ainda mais as nebulosas das quais as estrelas mais recentes se formaram. Essas estrelas mais jovens, incluindo o Sol, têm, portanto, o maior conteúdo de metal e são conhecidas como estrelas da População I.